# Battaglia di Mortara
La battaglia di Mortara (21-22 marzo 1849) fu uno dei principali scontri della prima guerra di indipendenza italiana durante il Risorgimento e si concluse con la sconfitta dell'esercito sabaudo guidato dal re Carlo Alberto di Savoia e dal generale polacco Wojciech Chrzanowski contro le forze austriache comandate dai generali Josef Radetzky e Konstantin d'Aspre e dall'arciduca Alberto d'Asburgo-Teschen.
Nonostante la vittoria di Mortara, il feldmaresciallo Radetzky non seppe approfittare della situazione favorevole che si era creata: anziché dirigersi su Novara, ove si concentravano le forze piemontesi, decise di attaccare inutilmente la città di Vercelli, considerata da lui il "quartier generale" dell'armata piemontese.
Nonostante quest'errore, Radetzky seppe riorganizzare le sue forze e sconfiggere definitivamente le forze piemontesi il 23 marzo, in occasione della battaglia di Novara.

## Preliminari ed inizio dello scontro
Alle ore 12 del 20 marzo 1849, la 4ª Divisione del duca di Genova stava attraversando il Ticino, fra Trecate e Boffalora, con in testa alla colonna dei bersaglieri piemontesi il re Carlo Alberto. Le truppe giunsero fino a Magenta senza incontrare militari rivali. Venne ipotizzato che essi avessero indietreggiato fin oltre l'Adda, oppure che avrebbero attraversato il Ticino nei pressi di Pavia (ove comandava il generale Ramorino con la sua 5ª Divisione di volontari). In questo modo avrebbero invaso il Piemonte arrivando rapidamente a Torino.
Quindi, per l'esercito piemontese non vi furono effettivamente problemi per entrare eventualmente a Milano, se non addirittura andare oltre e mettere in difficoltà le forze nemiche.
Il piano degli austriaci avvenne in maniera fulminea, andando a sorprendere i piemontesi attraversando il Ticino proprio da Pavia.
Tale manovra fu prevista da Chrzanowski, il quale provvide al contrasto; nonostante tutto, non si verificò alcun contrasto, in quanto il generale Ramorino venne incaricato di sorvegliare a guadi lungo il Ticino, tra Vigevano e Pavia, spostando i suoi uomini al di là del Po, verso sud, in direzione Piacenza e rimanendo così fuori zona.
Radetzky ordinò il passaggio nei pressi del Gravellone, con tre colonne comandate dal generale Konstantin d'Aspre. Gli austriaci non riscontrarono una forte resistenza, dato che Ramorino capitanava duecento uomini alla Cava ed il Battaglione Bersaglieri di Manara sul Gravellone (gli unici che si opposero al nemico) erano in numero insufficiente e per questo furono costretti al ripiegamento.
Giunto il messaggio al quartier generale, Ramorino tornò a Novara per comunicare il resoconto del suo operato ed il comando della 5ª Divisione passò al generale Manfredo Fanti; Ramorino si scusò per aver disobbedito, credendo che la sua manovra avrebbe contrastato il nemico con una tattica di accerchiamento, che finì col fallire. Ramorino venne arrestato ed imprigionato a Torino, dove poi venne condannato a morte due mesi dopo.
La sera stessa del 20 marzo, dando per scontato che il nemico da Pavia era ormai entrato in territorio piemontese, Chrzanowski ordinò alla divisione Durando di spostarsi da Vespolate a Mortara, alla divisione Bes di spostarsi da Cerano e Cassolnuovo fino alla Sforzesca, posizionando un posto direttamente a San Siro.
La mattina del 21 marzo, il generale polacco ordinò alla riserva del duca di Savoia di raggiungere il generale Giovanni Durando; subito dopo, insieme alle Divisioni di Ettore Perrone e del duca di Genova, partì per Vigevano.
Radetzky, intanto, puntò su Mortara con il 2º ed il 3º corpo (quest'ultimo protetto dal 1° che si spostò da Zerbolò a Gambolò) e dal 4° che dalla Cava marciò su San Giorgio di Lomellina. L'avanguardia del 1º Corpo del generale Eugen Wratislaw von Mitrowitz, comandata dal colonnello Schanz, giunta a San Siro incontrò gli avamposti della Divisione del generale Michele Bes, che vennero assaliti. Anche se di basso numero, i piemontesi si difendessero bene, però dovettero subito ripiegare sulla Sforzesca.
Anche questa località venne attaccata dagli austriaci, i quali vennero nonostante tutto più volte respinti alla baionetta dal 17º Reggimento di fanteria, comandato dal colonnello Filiberto Mollard e dal 23° del colonnello Enrico Cialdini, comandato in sua assenza dal maggiore Fontana, che nell'azione perse il cavallo ucciso mentre lo montava. 
Due squadroni del Piemonte Reale, nonostante le asperità del terreno ricoperto di vigneti ed attraversato da tanti fossi, eseguirono due cariche molto irruente, che respinsero il nemico, il quale lasciava nelle loro mani numerosi prigionieri, guadagnando allo Stendardo del Reggimento la sua prima Medaglia d'Argento al Valor Militare. Da allora il 21 marzo venne celebrato quale Festa di Corpo di "Piemonte Cavalleria".
Verso le ore 16:00 del 21 marzo, gli austriaci attaccarono nuovamente Gambolò, con le Brigate Strassoldo e Wohlgemath; ma l'assalto fu meno fortunato del precedente. Si distinse nella difesa il 1º Reggimento Savoia, comandato dal colonnello Saillet di Saint. Cergues, che cagionò al nemico numerose perdite.
Queste furono, però, delle mosse dimostrative degli austriaci, al fine di distrarre l'attenzione dei piemontesi dal loro principale obiettivo, che era e rimaneva Mortara.

## Lo scontro a Mortara
Chrzanowski aveva mandato a Mortara il generale Alessandro La Marmora, al fine di rispettare gli ordini emanati per lo schieramento; malgrado ciò, l'esecuzione della manovra non risultò conforme alla consegna. Il generale Durando, infatti, recatosi tra Garlasco e San Giorgio di Lomellina, spiegò la sua Divisione dal convento di Sant'Albino al cimitero, mettendo a sinistra la Brigata Aosta, la cavalleria ed alcune riserve e a destra la Brigata Regina, comandata dal generale Tratti, capo di un battaglione nel convento. Il Duca Vittorio Emanuele di Savoia invece, arrivato a Castel d'Agogna, spiegò la sua Divisione a sinistra fin quasi dietro la destra di Durando; ma tra le due divisioni, a causa del terreno difficile e poco conosciuto, mancò il collegamento e tutto il peso della battaglia gravò sulla sola Brigata Regina della Divisione di Durando, che non fu sostenuta da nessun altro.
Il generale D'Aspre avviò l'attacco alle ore 17:00, con l'appoggio di ventiquattro cannoni, al quale seguì l'azione delle fanterie che si gettarono sulla destra della divisione sarda, l'appunto Brigata Regina. Le truppe sabaude, composte in gran parte di reclute di volontari, che a stento si erano mantenute ferme sotto il bombardamento, non riuscirono a sostenere l'urto e ripiegarono in disordine verso Mortara, inseguite dagli austriaci, tre battaglioni dei quali riuscirono ad occupare l'entrata di Garlasco.
Vittorio Emanuele di Savoia tentò di rimediare, ordinando a due battaglioni della Brigata Cuneo di accorrere a San Giorgio, ma quando giunse la notte, i militari andarono in totale confusione che rese impossibile riprendere il controllo della situazione, anche se vi fossero state forze maggiori a disposizione.
Fu altrettanto inutile il tentativo di La Marmora, che, riordinato un Battaglione della Regina in ritirata, lo aveva ricondotto ordinatamente al fuoco. Questi, a causa della scarsità di luce rimasta, scambiarono un reparto nemico che fu preso alle spalle sotto il fuoco dai reparti della Brigata Cuneo. Le truppe di Sant'Albino, anche dopo la disfatte della Regina, continuarono a sostenere il combattimento, ma sopraffatti dai soldati del generale Kolovrat, lasciarono il convento e con i due Battaglioni della Cuneo si ritirarono verso Mortara. Qui, però, era già entrato il colonnello Benedeck con il Battaglione Gyulai, che combatteva già per le vie cittadine contro i piemontesi. Tuttavia all'arrivo dei Battaglioni della Cuneo e del Battaglione della Regina, comandato dal La Marmora, Benedeck si trovò in gravissima inferiorità numerica, però intimò la resa ai piemontesi, dei quali in parte cascarono nel tranello e furono arrestati i colonnelli Delfino ed Abrate.
Durante tutta la giornata, oltre alle importanti posizioni, i piemontesi persero cinquecento uomini in combattimento ed altri duemila erano stati fatti prigionieri. Gli austriaci in totale, tra morti e feriti avevano perso circa cinquecento uomini.
L'accanimento messo dai piemontesi nella difesa, fu comunque provato dai feriti, durante lo scontro. Il comandante del 17º Reggimento di fanteria, infatti, ricevette un colpo di baionetta, mentre il vecchio generale Bussetti comandante della Brigata Cuneo fu ferito da un colpo di sciabola ed un colpo di lancia.
Durante la notte, il resto della Brigata Regina, l'artiglieria, i Granatieri della Guardia,  con i Cacciatori ed i Reggimenti Savoia e Nizza Cavalleria, completarono il ripiegamento a Novara, dove la mattina del 22 giunsero anche la Brigata Aosta, il resto della Cuneo, i quattro squadroni del Novara Cavalleria e l'artiglieria di riserva.
Re Carlo Alberto ricevette la comunicazione della rotta di Mortara alle 02:00 del 22 marzo. Il messo incaricato lo trovò disteso in un fosso, avvolto nel suo mantello, con il capo appoggiato sullo zaino di un granatiere. Alla notizia non parve turbato e non si scoraggiò; si levò addirittura in piedi ed espresse il desiderio di ritentare la sorte delle armi con una battaglia decisiva.
Vi erano due possibilità, marciare su Mortara e riprenderla al nemico con l'audacia, o concentrare le forze intorno a Novara aspettando lo scontro con Radetzky.
Chrzanowski scelse la seconda opzione, impartendo alle truppe l'ordine di spostarsi su Novara.
Di fatto, la ritirata verso Novara di Chrzanowski, provocò la separazione dell'Armata sarda da Alessandria, uno dei principali siti militari piemontesi, che del resto, però, venne già praticamente separata dalla manovra di sfilamento su Mortara operato dagli stessi austriaci.
Radetzky, però, in attesa tra Novara e la sua colonna avanzante oltre Mortara, ritenendo in un primo momento insensata la ritirata dei Sardi su Novara, attaccò in massa con le sue stesse forze la città di Vercelli, credendo di trovare l'Armata piemontese e delegando al secondo Corpo d'Armata di D’Aspre ed al Corpo d'Armata del giovane arciduca Alberto d'Asburgo-Teschen, l'occupazione "secondaria" di Novara.
Ciò diede a Chrzanowski la straordinaria opportunità, il 22 marzo, di contrattaccare una frazione delle forze Austriache con il vantaggio del numero. D’Aspre e l'arciduca Alberto furono, di fatto, respinti e l'attacco austriaco venne sventato.
Visto quanto successo, Radetzky, comprese l'errore tattico e riconsiderò la presenza dell'esercito piemontese a Novara, prevedendo di attaccare con la totalità delle forze a disposizione quella località il giorno successivo.